# 16e cérémonie des Grammy Awards
La 16e cérémonie des Grammy Awards a eu lieu à Los Angeles le 2 mars 1974.

## Palmarès
| Prix                      | Artiste       | Titre                           |
| ------------------------- | ------------- | ------------------------------- |
| Enregistrement de l'année | Roberta Flack | Killing Me Softly With His Song |
| Album de l'année          | Stevie Wonder | Innervisions                    |
| Chanson de l'année        | Roberta Flack | Killing Me Softly With His Song |
| Meilleur nouvel artiste   | Bette Midler  | Bette Midler                    |

### Country
| Prix              | Artiste | Titre               |
| ----------------- | ------- | ------------------- |
| Best Country Song |         | Behind Closed Doors |

### Classique
| Prix                           | Artiste          | Titre                     |
| ------------------------------ | ---------------- | ------------------------- |
| Best Opera Recording           |                  | Bizet: Carmen             |
| Best Chamber Music Performance | Gunther Schuller | Joplin: The Red Back Book |

### Autres
| Prix                                      | Artiste      | Titre               |
| ----------------------------------------- | ------------ | ------------------- |
| Best Instrumental Arrangement             | Quincy Jones | Summer In The City  |
| Best Arrangement Accompanying Vocalist(s) |              | Live and Let Die    |
| Best Engineered Recording - Non Classical |              | Innervisions        |
| Best Album Package                        |              | Tommy               |
| Best Album Notes                          |              | God Is In The House |